# I dodici sospetti
I dodici sospetti (titolo originale Prime Time) è un romanzo giallo della scrittrice svedese Liza Marklund pubblicato in Svezia nel 2002.
È il quarto libro della serie che ha per protagonista la giornalista Annika Bengtzon.
La prima edizione del romanzo è stata pubblicata nell'anno 2004 da Mondadori.
Dal romanzo la regista Agneta Fagerström-Olsson ha tratto nel 2012 il film omonimo facente parte della serie Annika: Crime Reporter.

## Trama
Alla vigilia della notte di mezz'estate, Annika Bengtzon tra per partire per le vacanze assieme alla famiglia, quando riceve una telefonata dalla redazione de "La stampa della sera", il giornale presso cui lavora. Viene quindi informata della morte di Michelle Carlsso, una popolare conduttrice televisiva assassinata durante la registrazione di un talk-show. Annika è quindi costretta ad annullare le vacanze e a recarsi in un castello del Sörmland, regione a sud di Stoccolma dove si stavano svolgendo le registrazioni, per saperne di più. Al momento dell'omicidio erano presenti dodici persone assieme alla vittima, ciascuna di essa con un possibile movente. Una volta scoperto che tra i dodici indagati figura anche la sua amica del cuore Anne Snapphane, Annika si butterà a capofitto sulle indagini.

## Edizioni
- Liza Marklund, I dodici sospetti, traduzione di Laura Cangemi, Mondadori, 2004. ISBN 88-04-52467-7.
- Liza Marklund, I dodici sospetti, traduzione di Laura Cangemi, Marsilio, 2015. ISBN 978-88-317-2059-5.
- Liza Marklund, I dodici sospetti, traduzione di Laura Cangemi, Marsilio, 2016. ISBN 978-88-317-2444-9.
- Liza Marklund, I dodici sospetti, traduzione di Laura Cangemi, Universale Economica Feltrinelli, 2018. ISBN 978-88-317-1382-5.